# Het zevende zegel

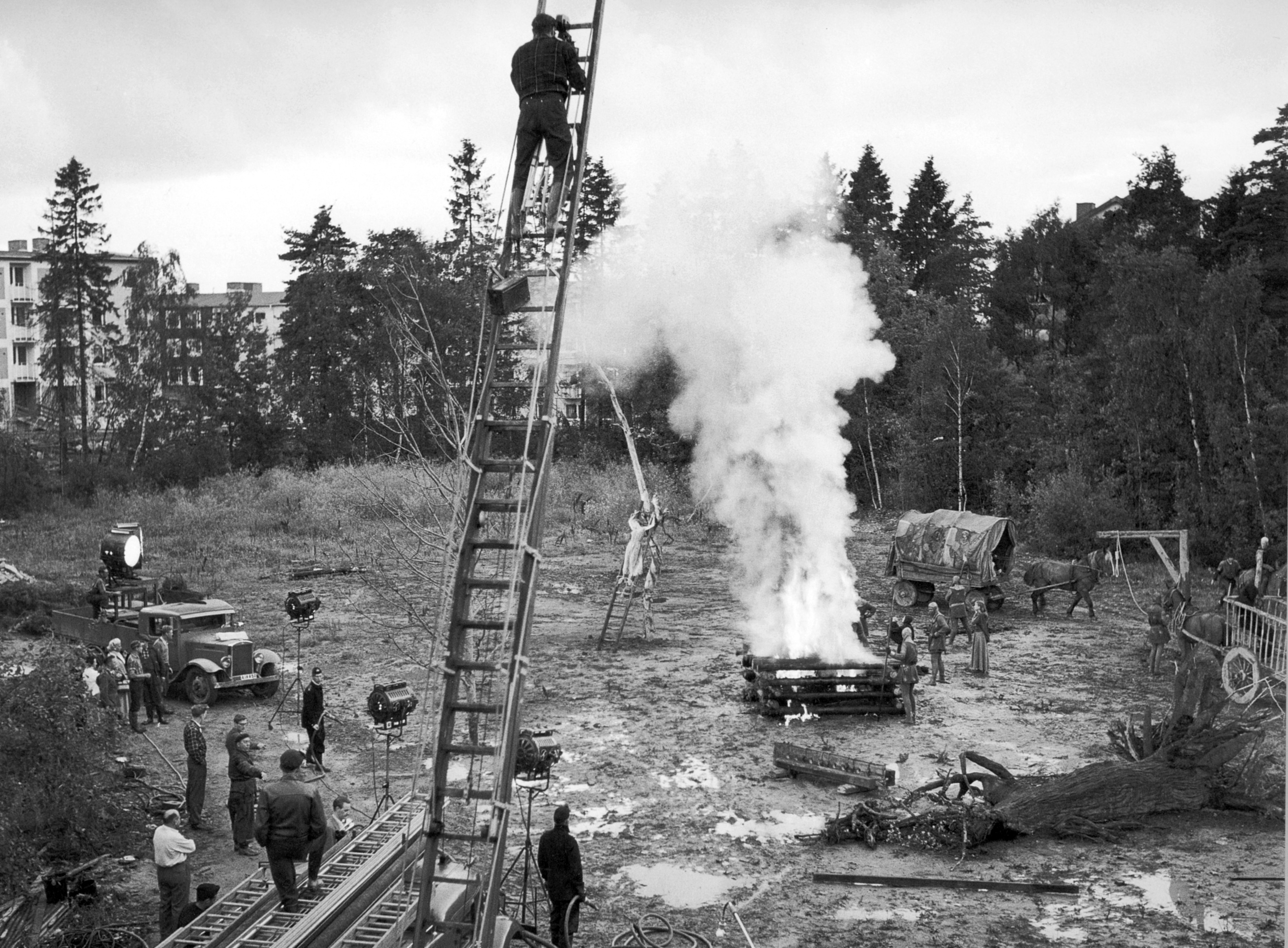
Opname van Het zevende zegel

Het zevende zegel (Zweeds: Det sjunde inseglet) is een Zweedse dramafilm uit 1957 onder regie van Ingmar Bergman.

## Verhaal
In de 14e eeuw zorgt de Zwarte Dood voor een ravage in Zweden. Ridder Antonius Block en zijn schildknaap Jöns keren terug van de kruistochten en ontmoeten de Dood op een verlaten strand. De ridder daagt de Dood uit tot een partijtje schaak in de hoop zijn onvermijdelijke noodlot te kunnen uitstellen en een antwoord te vinden op zijn metafysische problemen. Dood gaat akkoord; zolang Antonius Block zich kan verdedigen op het schaakbord mag hij in leven blijven. Indien Block het spel wint, gaat hij vrijuit.

## Rolverdeling
| Acteur             | Personage       |
| ------------------ | --------------- |
| Max von Sydow      | Antonius Block  |
| Bengt Ekerot       | Dood            |
| Nils Poppe         | Jof             |
| Gunnar Björnstrand | Jöns            |
| Bibi Andersson     | Mia             |
| Inga Gill          | Lisa            |
| Maud Hansson       | Heks            |
| Inga Landgré       | Karin           |
| Gunnel Lindblom    | Meisje          |
| Bertil Anderberg   | Raval           |
| Anders Ek          | Monnik          |
| Åke Fridell        | Smid Plog       |
| Gunnar Olsson      | Albertus Pictor |
| Erik Strandmark    | Jonas Skat      |